# Sunflower Bean
 (décembre 2024).
Sunflower Bean est un groupe de rock américain originaire de Glen Head, New York et Brooklyn fondé en 2013. Le groupe est composé de Julia Cumming (basse, chant), Nick Kivlen (guitares, chœurs) et Olive Faber (batterie). Leur album Headful of Sugar sort en mai 2022.

## Carrière

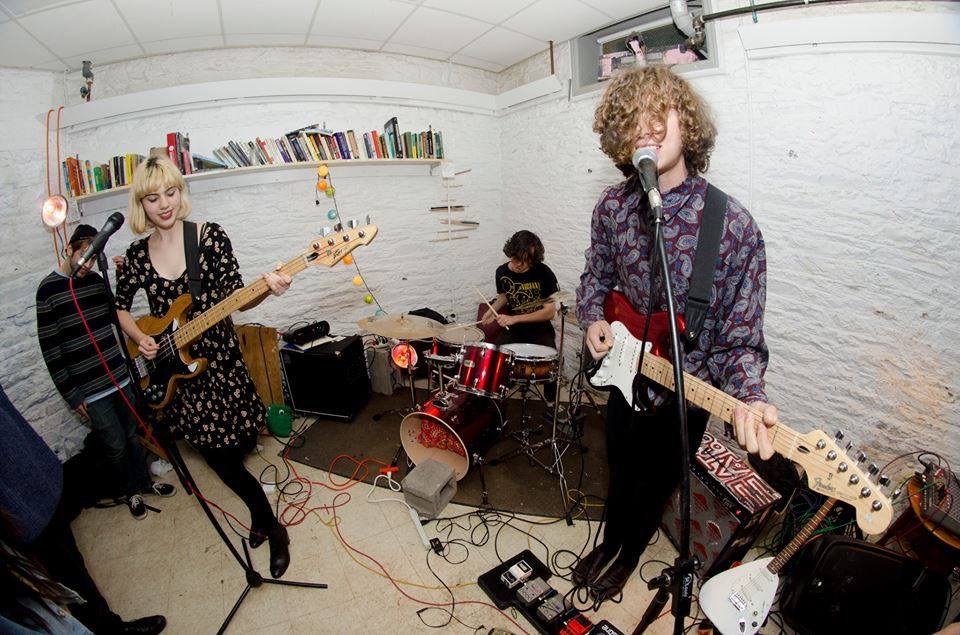
Julia Cumming, Olive Faber et Nick Kivlen en répétition, octobre 2013.

Kivlen et Faber étaient des connaissances d'enfance qui se sont tous deux inscrits au lycée North Shore à Glen Head, New York en 2009. Ils ont initialement collaboré lorsque Olive a brièvement remplacé le batteur de Turnip King, le groupe dont Nick était le bassiste. Début 2013, les deux ont commencé à créer leur propre musique, en s'entraînant et en écrivant dans le sous-sol de Faber. Le nom de leur nouveau groupe est apparemment né de l'obsession de Kivlen pour les graines de tournesol en anglais : Sunflower Seeds et de l'amour de Faber pour le café et les grains de café en anglais : Coffee beans. Cumming, originaire de Manhattan, qui jouait dans le groupe Supercute! avec Rachel Trachtenburg (en) depuis 2009, a rencontré Faber et Kivlen lors d'un des premiers concerts de Sunflower Bean ; elle a accepté de rejoindre le groupe en tant que bassiste en août 2013, alors que Supercute! se dissolvait. L'année suivante, le groupe a déménagé de Long Island à Bushwick, Brooklyn, devenant actif dans la scène « DIY » florissante de l'arrondissement, même s'ils ne se sentaient pas forcément à leur place dans ce rôle.
L'apparition du groupe au CMJ Music Marathon 2014 a reçu de bonnes critiques de la part de Bob Boilen de All Songs Considered et de Jon Pareles du New York Times, qui a écrit : « New York abrite toujours des groupes aussi variés que Sunflower Bean, dont la musique suggère ce qui aurait pu se passer si la psychédélie était apparue après le punk et The Police plutôt qu'avant.».
Ils ont sorti leur premier EP, Show Me Your Seven Secrets, initialement via leur page Bandcamp le 5 janvier 2015 et plus tard via Fat Possum Records. L'EP, qui contient les singles « Tame Impala » et « 2013 », a été qualifié d'« étonnamment bon » par le NME ; Le groupe, fan de Tame Impala, avait nommé une chanson d'après le groupe australien, notant que Tame Impala lui-même avait nommé une chanson « Led Zeppelin ». Cumming a fourni une bonne description du son du groupe à l'époque à i-D : « Nous avions l'habitude d'appeler cela "néo-psychédélique pour l'ère numérique", et maintenant nous l'appelons simplement "musique de nuit", peu importe comment on interpréte cela. C'est comme si Black Sabbath mixait avec The Smiths, peut-être ?». Le groupe — à l'époque comme aujourd'hui — a fait des tournées sans relâche, gagnant lui-même le titre de "groupe le plus travailleur" de New York en 2014); ils font encore beaucoup de tournées aujourd'hui, à la fois en tant que tête d'affiche et en tant que première partie de groupes comme Pixies, Wolf Alice, DIIV, Foxygen, Best Coast, Cherry Glazerr et Sleigh Bells .
Après une série de performances réussies au South by Southwest 2015, le groupe signe chez Fat Possum Records et un premier single 7" ("I Hear Voices" avec "The Stalker") sort le 24 juillet. Le 12 novembre 2015, ils présentent le single "Wall Watcher" sur The Fader, annonçant également la pochette, la date de sortie et la liste des pistes de leur premier album, Human Ceremony. L'album, qui avait une sensation plus nuancée et pop-friendly que les premiers enregistrements "neo-psychédéliques lourds" du groupe, est sorti le 5 février 2016, via Fat Possum Records. L'album a été enregistré aux Thump Studios à Greenpoint, Brooklyn en onze jours - produit par Matthew Molnar (anciennement du groupe Friends (en)) et conçu par Jarvis Taveniere. The Fader a écrit que les "sons" de Human Ceremony sont rétro, mais les paroles abordent la solitude de l'existence contemporaine" ; Faber a déclaré au magazine que l'album "parlait du poids d'être en vie", tandis que Kivlen se demandait comment les civilisations extraterrestres s'attaqueraient aux comportements humains actuels apparemment incompréhensibles sur Terre : "S'il existait un manuel extraterrestre, il y aurait une image, et la légende en langage extraterrestre dirait simplement, comme, 'Cérémonie humaine'.".
Joe Lynch du Billboard (magazine) a écrit "Même si personne chez Sunflower Bean n'a l'âge légal pour boire, Human Ceremony est l'un des premiers albums les plus aboutis et les plus éclectiques sur le plan sonore (tout, de la pop psychédélique au stoner metal, est déja-vu).".
"I Was a Fool", le premier single sorti du deuxième album de Sunflower Bean, Twentytwo in Blue (en), a débuté dans la série "Songs We Love" de NPR le 3 novembre 2017, distribué par Mom + Pop Music aux États-Unis et par Lucky Number Music dans le reste du monde. L'album, sorti le 23 mars 2018, a été coproduit par Matthew Molnar et Jacob Portrait (de Unknown Mortal Orchestra), enregistré aux Thump Studios par Jarvis Taveniere et mixé par Portrait. Le groupe a sorti un deuxième single (« Crisis Fest ») le 12 janvier 2018.
Le groupe a sorti un EP, King of the Dudes, le 25 janvier 2019 sur le label Mom + Pop Music.
Le single, "Baby Don't Cry", est sorti sur Mom + Pop le 13 octobre 2021. Cette chanson a été incluse dans le troisième album complet du groupe, Headful of Sugar, sorti le 6 mai 2022 sur Mom + Pop.
L'EP Shake sort le 27 septembre 2024, accompagné d'une vidéo de performance de 14 minutes réalisée par Isaac Roberts.

## Influences musicales
Les influences de Sunflower Bean proviennent de divers genres et artistes. Parmi les groupes présents, on[Qui ?] retrouve Beach Fossils, Black Sabbath, The Byrds, Captured Tracks, The Cure, Devo, DIIV, Fleetwood Mac, Glam Rock, Led Zeppelin, Connan Mockasin, The Modern Lovers, Neu! , Nirvana, Pink Floyd, Les Ramones, Les Rolling Stones, Les Sex Pistols, Les Smiths, Spacemen 3 / Spiritualized, Sun Kil Moon, Talking Heads, Tame Impala, Tonstartssbandht, Total Slacker, T. Rex, Le Velvet Underground, Unknown Mortal Orchestra, The Who et Brian Wilson,,.

## Discographie

### Albums studio
- Human Ceremony
- Twentytwo in Blue (en)
- Headful of Sugar
- Mortal Primetime

### EPs
- Show Me Your Seven Secrets
- From the Basement (reprises)
- King of the Dudes
- Shake